# Mikhaïl Chvydkoï
Mikhail Yefimovich Shvydkoy (en russe : Михаи́л Ефи́мович Швыдко́й), né le 5 septembre 1948 à Kant, région de Tchouï, République socialiste soviétique kirghize, URSS, est un spécialiste de l'art et homme politique soviétique et russe.
Critique de théâtre, il est lauréat du prix d'État de la fédération de Russie.

## Postes
- Directeur artistique du théâtre musical de Moscou.
- Superviseur de la faculté de l'École supérieure de politique culturelle et de gestion dans le domaine humanitaire, université d'État de Moscou[2].
- Ministre russe de la Culture, du 8 février 2000 au 9 mars 2004[3].
- Président de l'Agence fédérale pour la culture et la cinématographie, du 30 juin 2004 au 7 juin 2008.

## Honneurs
- Ordre du Mérite pour la Patrie de 4e classe (2008)[4]
- Ordre de l'Amitié (2013)[5]
- Ordre de l'Insigne d'honneur[6]
- Ordre national du Mérite (France)[6]
- Ordre du Mérite de la République italienne (2012)
- Légion d'honneur (2011)[7]
- Commandeur de l'ordre de Saint-Charles[8]

## Prix
- Prix d'État de la fédération de Russie (2000)[9]